# Siton Undae
Le Siton Undae sono una struttura geologica della superficie di Marte. Costituiscono un campo di dune situato vicino al cratere Escorial e alla calotta polare nord.